# Adolfo Gaich
Adolfo Julián Gaich (* 26. Februar 1999 in Bengolea, Juárez Celman) ist ein argentinischer Fußballspieler. Der Stürmer wird aufgrund seiner physischen Präsenz und Spielweise als El Tanque (Der Panzer) bezeichnet und gab im September 2019 sein Debüt in der argentinischen Nationalmannschaft.

## Karriere

### Verein
Gaich spielte in der Jugend diverser Amateurvereine, bevor er sich im Jahr 2014 der Nachwuchsabteilung des CA San Lorenzo de Almagro anschloss. Zur Saison 2018/19 wurde er von Cheftrainer Claudio Biaggio in die erste Mannschaft befördert. Sein Debüt in der höchsten argentinischen Spielklasse gab er am 27. August (3. Spieltag) beim 1:1-Unentschieden gegen Unión de Santa Fe, als er in der 60. Spielminute für Nicolás Blandi eingewechselt wurde. In der Folge drang er in die Stammformation durch. Sein erstes Tor gelang ihm einen Monat später (6. Spieltag) beim 3:2-Heimsieg gegen den CA Patronato. Ab Ende Februar 2019 musste er einen Monat aufgrund eines Nasenbeinbruches pausieren. In seiner ersten Spielzeit kam er auf 11 Ligaspiele, in denen er zwei Treffer erzielte.
In der folgenden Saison 2019/20 wurde er zu Beginn nur sporadisch eingesetzt. Im November etablierte er sich wieder in der Startformation. Am 1. Dezember (15. Spieltag) erzielte er beim 2:0-Heimsieg gegen den CA Patronato beide Tore seines Teams. Er beendete die Spielzeit mit fünf Toren, welche er in 12 Ligaspielen erzielen konnte.
Am 1. August 2020 wechselte Gaich zum russischen Erstligisten ZSKA Moskau, wo er einen Fünfjahresvertrag unterzeichnete. Am 8. August 2020 (1. Spieltag) debütierte er beim 2:0-Auswärtssieg gegen den FK Chimki, als er in der 84. Spielminute für Iwan Obljakow eingewechselt wurde. Bei den Koni konnte er sich in der Hinrunde nicht durchsetzen und ihm gelang bis zur Winterpause in 13 Ligaeinsätzen kein Torerfolg.
Am 29. Januar 2021 wechselte er bis zum Saisonende 2020/21 zum italienischen Erstligisten Benevento Calcio. Die Stregoni sicherten sich zusätzlich dazu eine Kaufoption. Doch nach Ablauf wurde er im Sommer 2021 für eine Spielzeit weiter an den SD Huesca nach Spanien verliehen und kehrte dann nach Moskau zurück.

### Nationalmannschaft
Mit der argentinischen U20-Nationalmannschaft nahm er an der U20-Südamerikameisterschaft 2019 in Chile teil. Er kam in allen neun Spielen zum Einsatz, in denen er drei Tore erzielte. Alle Treffer erzielte er beim 3:0-Sieg gegen Venezuela. Im Mai 2019 wurde er in den Kader der U20 für die U20-Weltmeisterschaft in Polen einberufen. Dort traf er im ersten Gruppenspiel beim 5:2-Sieg gegen Südafrika nach seiner Einwechslung und auch beim 2:0-Sieg gegen Portugal im zweiten Einsatz erzielte er einen Treffer. Im Achtelfinale gegen Mali machte er erneut ein Tor und verwandelte auch im verlorenen Elfmeterschießen seinen Versuch.
Von Ende Juli bis Anfang August 2019 nahm er mit der argentinischen U23-Auswahl an den Panamerikanischen Spielen in Lima teil. Dort führte er sein Heimatland mit sechs Toren in fünf Einsätzen zum Turniersieg.
Nach den beeindruckenden Leistungen bei den Panamerikanischen Spielen, wurde er im August von Lionel Scaloni, dem Nationaltrainer der A-Auswahl, für die freundschaftlichen Länderspiele gegen Chile und Mexiko nominiert. Am 11. September 2021 gab er beim 4:0-Sieg gegen Mexiko sein Debüt, als er in der Schlussphase für Rodrigo de Paul eingewechselt wurde.
Bei den Olympischen Sommerspielen 2021 in Tokio kam Gaich dann beim Vorrundenaus der Argentinier in allen drei Gruppenspielen zum Einsatz.

## Erfolge
Argentinien U23
- Panamerikanische Spiele: 2019